# Pointe à l'Aiguille
La pointe à l'Aiguille est un cap de la Guadeloupe situé en Basse-Terre sur le territoire de la commune de Pointe-Noire.

## Géographie
Elle est située au sud de la plage Caraïbe avec qui elle forme l'Anse de la Grande Plaine et au nord de la pointe Fillon. La falaise entre cette dernière et la pointe à l'Aiguille se nomme Vent Soufflé et il existe aussi une petite anse nommée anse Fillon.

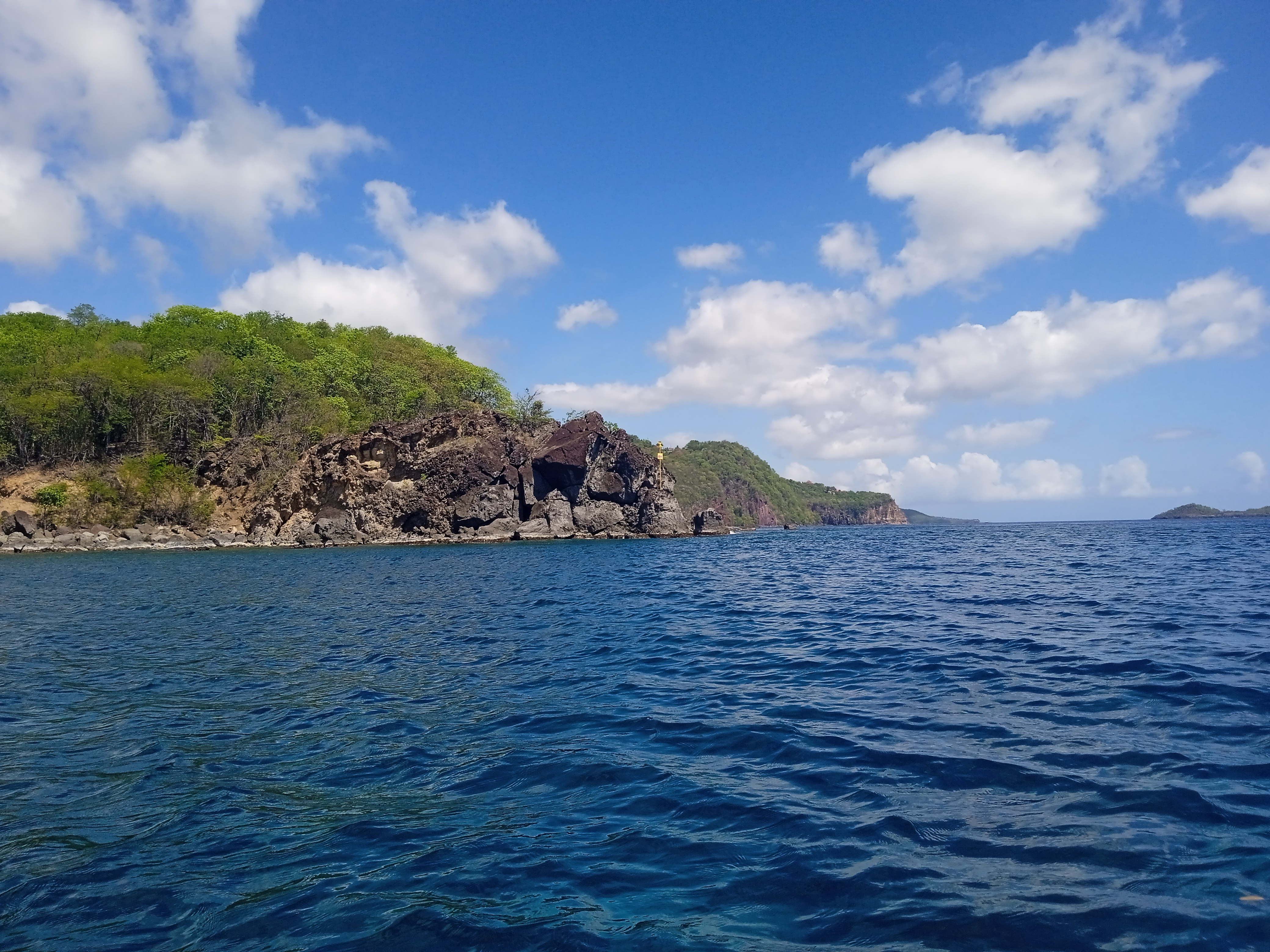
Vent Soufflé.
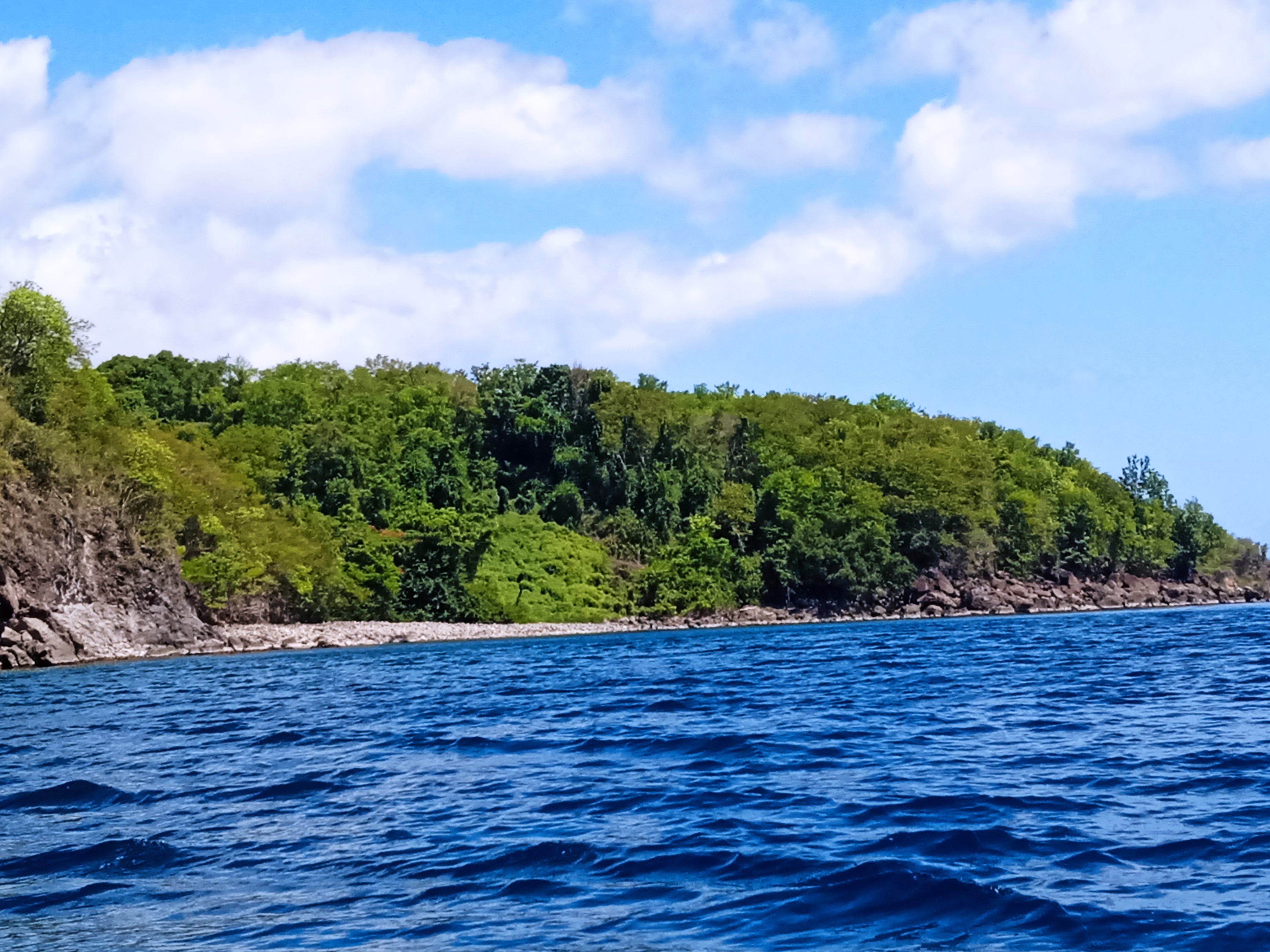
Anse Fillon.
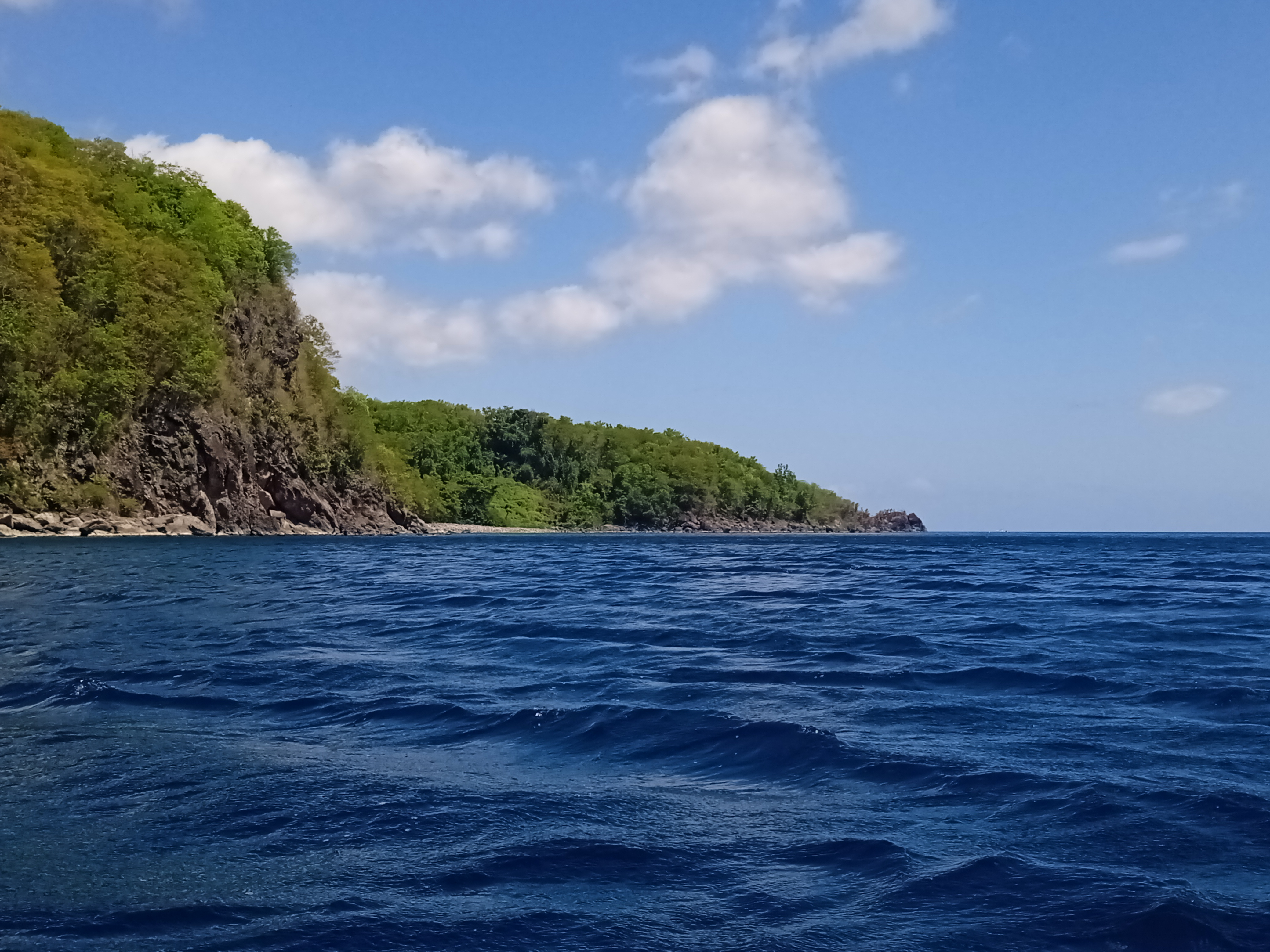
Pointe Fillon.